# Boldekow
Boldekow est une commune allemande de l'arrondissement de Poméranie-Occidentale-Greifswald du Land de Mecklembourg-Poméranie-Occidentale. Son église date des XIIIe – XVe siècles.

## Géographie
Cette commune rurale se trouve à 17 kilomètres au nord d'Anklam et à 31 kilomètres au sud-ouest de Neubrandenbourg. Elle est accessible par l'autoroute 20. La commune, outre le village de Boldekow, regroupe les villages et localités de Borntin, Kavelpaß, Rubenow, et Zinzow.

## Personnalités liées à la commune
- Kurt Sprengel (1766-1833), botaniste et médecin né à Bodelkow.
- Maximilian von Schwerin-Putzar (1804-1872), homme politique né à Bodelkow.
- Heinrich Harder (1858-1935), peintre né à Putzar.